# ソルタン・フェイヤー＝コーナート
ソルタン・フェイヤー＝コーナート（Zoltan Fejer-Konnerth、1978年7月20日- ）はドイツの卓球選手。身長185cm、体重72kg。趣味は音楽とゴルフ。2012年5月時点での世界ランキングは101位。

## 経歴
ルーマニア生まれ。ヨーロッパ選手権にはクルマイヤー大会、オーフス大会に出場している。世界選手権にはパリ大会、ドーハ大会、上海大会、ブレーメン大会に出場している。

## プレースタイル
力強いフォアハンドドライブが持ち味。鋭くツッツいた球を相手コート深くに送り込み、ループドライブで持ち上げさせたところを前述の力強いフォアハンドを活かしたカウンターでぶち抜くのが得意戦術。
また、カット打ちも得意である。

## 主な戦績
- 2002年
  - ヨーロッパ選手権ザグレブ大会 男子ダブルス優勝（ティモ・ボルと）、男子団体準優勝
- 2003年
  - 第47回世界選手権パリ大会 男子シングルス ベスト32
  - ヨーロッパ選手権クールマイヨール大会 男子団体準優勝
- 2004年
  - 第47回世界選手権ドーハ大会 男子団体準優勝
- 2005年
  - 第48回世界選手権上海大会 男子シングルス ベスト32
  - ヨーロッパ選手権オーフス大会 男子シングルス ベスト8
- 2006年
  - 第48回世界選手権ブレーメン大会 男子団体3位